# Родри ап Ител
Родри ап Ител (валл. Rhodri ap Ithel; VIII век) — соправитель Гливисинга при братьях Рисе и Меуриге с 755 года.

## Биография
Родри — сын короля Гвента и Гливисинга Итела III ап Моргана. По одному мнению, его отец, возможно, разделил королевство среди своих сыновей, и когда он около 745 года умер, его сыновья поделили эти земли между собой. Гливисингом стал править его брат Рис, а королём большей части Гвента стал Фернвайл ап Ител. Эргинг, возможно, к тому времени уже был завоёван саксами. По другому мнению, Родри и его братья, Рис и Меуриг и племянник Брохвайл, возможно, наследовали земли по очереди. Согласно ещё одному предположению, Родри правил одновременно со своим братом Рисом.
Согласно «Анналам Камбрии», около 760 года произошла битва при Херефорде, в которой, как считается, Ноуи в союзе с правителем Поуиса Элиседом ап Гуилогом нанёс поражение армии Мерсии. Возможно, что Родри также участвовал в этом разгроме мерсийцев.
Он упоминается в Книге Лландафа во времена епископа Бертуина, со своим отцом и братьями. Во времена епископа Тирчена со своим отцом и братьями Меуригом и Фернвайлом. Как государь, во времена епископа Кадуареда. Вероятно, он же, упомянут в одном из уставов Лланкарфана, добавленном к
Жизни Святого Кадока(параграф 55). Здесь он современник Конигка, аббата Лланкарфана. Венди Дэвис предлагает приблизительные даты 730, 745, 765, 765, для вышеупомянутых четырех упоминаниях о Родри.
Неизвестно как долго правил Родри. В 765 году, валлийцы вторглись в Мерсию и нанесли много разрушений, а в 769 году уже мерсийцы провели рейд в Уэльс.
Ему, возможно, наследовал его брат Рис.